# A Presença (álbum)
"A Presença" é o sexto álbum de Gabriela Rocha, e o quinto álbum ao vivo da cantora. Foi o primeiro álbum da cantora a ter uma versão deluxe. O álbum foi responsável pela maior canção gospel de 2023, a canção "Me Atraiu" que tem mais de 400 milhões de visualizações somados.
O álbum teve 5 faixas inéditas, uma participação de Jéssica Augusto na faixa "Canção do Céu", e os destaques do álbum foram as canções "Me Atraiu", "És o Amor", as canções "Meu Jesus" "Uma Hora é Pouco" ambas tem mais de 15 milhões no YouTube, e a versão deluxe do álbum apresenta um Medley dos clássicos "Meu Respirar" e "Meu Prazer", e uma versão solo da canção "Vidas aos Sepulcros" versão da canção Graves Into Gardens", a primeira versão em português gravado pela cantora em parceria com a Elevation Worship.

## Lançamento e Repercussão
Após três anos sem lançar um álbum, Gabriela Rocha apresentou ao público seu novo projeto intitulado "A Presença". O lançamento ocorreu de forma singular: cada faixa foi disponibilizada semanalmente às quartas-feiras, entre 25 de janeiro e 15 de março de 2023, acompanhada por uma campanha de 21 dias de jejum e devocionais conduzidos pela própria cantora junto aos seus seguidores.
Gabriela compartilhou que este álbum reflete uma experiência profundamente pessoal e espiritual:
| “ | Eu vivi esse álbum, vivi cada música, sem luzes, sem câmeras, apenas eu e o Senhor, e eu vivi a experiência da minha vida. | ” |

Ela também convidou os ouvintes a não apenas escutarem as músicas, mas a vivenciarem o conteúdo espiritual que elas transmitem:
Eu não quero que você sente e apenas assista, eu quero que você viva, eu quero que você viva o sobrenatural, eu quero que você viva o que você nunca viveu antes do Senhor.— Gabriela Rocha
O álbum "A Presença" foi recebido com entusiasmo pelo público. As músicas "És o Amor" e "Me Atraiu" alcançaram números expressivos nas plataformas digitais, contribuindo para que o álbum estreasse com 12,5 milhões de streams no Spotify.
A canção "Me Atraiu" tem mais de 300 milhões no YouTube e 120 milhões no Spotify, sendo o maior sucesso do álbum, as outras duas faixas de maior destaque do álbum, "És o Amor" e "Vidas aos Sepulcros" contém mais de 50 milhões no YouTube, as canções "Uma Hora é Pouco" e "Meu Respirar/Meu Prazer" são outras duas faixas de maior destaque do álbum, as canções "Meu Jesus" e "Canção do Céu" tem mais de 10 milhões no YouTube. No total o álbum tem mais de 200 milhões na versão básica e 220 milhões na versão deluxe no Spotify e mais de 400 milhões na versão básica e 500 milhões na versão deluxe no YouTube.

## Antecedentes e Produção
Após três anos sem lançar um álbum inédito, a cantora Gabriela Rocha apresentou ao público, em 2023, o projeto "A Presença". Este trabalho foi concebido de maneira singular, refletindo uma profunda experiência espiritual vivida pela artista. Gabriela compartilhou que cada música foi fruto de momentos íntimos com Deus, sem a presença de luzes ou câmeras, resultando na experiência mais significativa de sua vida.
A produção musical do álbum contou com a colaboração de Gabriela Rocha e dos produtores Matheus Charles, Marcos Oliveira, André Lima e Michel Barcellose. A gravação ocorreu ao vivo, capturando a essência das ministrações da cantora. A direção de vídeo ficou a cargo da produtora Multiformes Filmes, garantindo uma representação visual autêntica das performances. Destaca-se a participação especial da cantora Jéssica Augusto na faixa "Canção do Céu", enriquecendo ainda mais o projeto.

## Desempenho Comercial
O álbum "A Presença" obteve um desempenho comercial notável, conquistando posições expressivas em plataformas de streaming e acumulando milhões de reproduções.

### No Spotify
Em maio de 2023, o álbum já acumulava mais de 34 milhões de streams, tornando-se um dos álbuns cristãos mais ouvidos do ano.
A faixa "Me Atraiu" destacou-se ao alcançar a posição #75 no ranking das músicas mais ouvidas no Brasil em abril de 2023, com mais de 89 milhões de streams acumulados.

### Na Deezer
Gabriela Rocha subiu 27 posições no ranking dos artistas mais ouvidos no Brasil, entrando no Top 50 da plataforma.

### No YouTube
O videoclipe de "Me Atraiu" ultrapassou a marca de 50 milhões de visualizações, posicionando-se entre os 10 vídeos musicais mais assistidos no Brasil no período do lançamento.

## Alinhamento de Faixas
Lista com as faixas, de acordo com o perfil no Spotify da cantora:
| N.º            | Título                                  | Compositor(es)                                                                 | Duração |  |
| 1.             | "És o Amor"                             | Ana Tristão, Brittney Spencer, Connor Wheaton, Gabriela Rocha, Gilbert Nanlohy | 06:43   |  |
| 2.             | "Me Atraiu"                             | Abdiel Arsenio                                                                 | 08:23   |  |
| 3.             | "Canção do Céu (part. Jéssica Augusto)" | Eri Channel, Jon George, Patrick Mayberry, Trinity Anderson                    | 08:19   |  |
| 4.             | "Meu Jesus"                             | Gabriela Rocha e Abdiel Arsenio                                                | 08:40   |  |
| 5.             | "Uma Hora é Pouco"                      | Abdiel Arsenio                                                                 | 10:21   |  |
| Duração total: | Duração total:                          | Duração total:                                                                 | 42:00   |  |

| A Presença — Edição deluxe |                           |                                                           |         |  |
| N.º                        | Título                    | Compositor(es)                                            | Duração |  |
| 6.                         | "Meu Respirar/Meu Prazer" | Márcio Pereira, Marie Barnet                              | 05:23   |  |
| 7.                         | "Vida aos Sepulcros"      | Chris Brown, Steven Furtick, Brandon Lake, Tiffany Hudson | 5:51    |  |
| Duração total:             | Duração total:            | Duração total:                                            | 53:00   |  |

## Videoclipes
| Música                  | Lançamento              |
| ----------------------- | ----------------------- |
| És o Amor               | 25 de janeiro de 2023   |
| Me Atraiu               | 1 de fevereiro de 2023  |
| Canção do Céu           | 8 de fevereiro de 2023  |
| Meu Jesus               | 15 de fevereiro de 2023 |
| Uma Hora é Pouco        | 1 de março de 2023      |
| Meu Respirar/Meu Prazer | 8 de março de 2023      |
| Vida aos Sepulcros      | 15 de março de 2023     |

## Prêmios e Indicações

### Prêmio Multishow[23]
| Ano  | Categoria     | Trabalho  | Resultado |
| ---- | ------------- | --------- | --------- |
| 2023 | Gospel do Ano | Me Atraiu | Indicado  |

### Troféu Rede Gospel[24]
| Ano  | Categoria     | Trabalho  | Resultado |
| ---- | ------------- | --------- | --------- |
| 2023 | Música do Ano | Me Atraiu | Indicado  |

### Troféu Gerando Salvação[25]
| Ano  | Categoria     | Trabalho  | Resultado |
| ---- | ------------- | --------- | --------- |
| 2024 | Canção do Ano | Me Atraiu | Indicado  |
| 2024 | Canção do Ano | És o Amor | Indicado  |

## Históricos de lançamentos
| País  | Data                | Formato(s)                 | Versão | Gravadora | Ref.  |
| ----- | ------------------- | -------------------------- | ------ | --------- | ----- |
| Mundo | 1 de março de 2023  | Download digital streaming | Padrão | Onimusic  | [ 1 ] |
| Mundo | 15 de março de 2023 | Download digital streaming | Deluxe | Onimusic  | [ 2 ] |